# 주성치
주성치(중국어: 周星馳 저우싱츠[*], 영어: Stephen Chow 스티븐 차우[*], 1962년 6월 22일~)는 홍콩의 영화배우, 희극배우,  영화감독으로, 영화기획가, 영화제작자, 영화연출가, 영화각본가이기도 하다. 음반을 발표한 전력이 있는 가수이기도 하고 한때 영국 시민권을 취득한 전력이 있기도 하다. 그가 다루는 영화의 장르는 대부분 코미디이다.

## 생애
그의 신장은 174cm이고 체중은 70kg이며 그의 친가 직계 조상들이 거주했던 곳은 중화인민공화국 저장성 닝보이며 외가 친척들이 거주했던 곳은 중화인민공화국 상하이이다.
홍콩에서 출생하여 지난날 한때 중화인민공화국 저장성 닝보를 거쳐 중화인민공화국 상하이에서 잠시 유아기를 보낸 적이 있는 그는 1968년 이후 홍콩에서 주로 자랐으며 1981년 고등학교를 졸업하고 난 후, 친구인 양조위를 꼬드겨서 홍콩 텔레비전 방송국(TVB)이 운영하는 액션스쿨을 같이 지망했다.
여기서 친구를 따라가서 응시한 양조위는 합격했으나 정작 친구를 데려온 주성치는 떨어졌다. 그러나, 양조위의 도움으로 액션스쿨 야간반에 입학해서 무사히 마칠 수 있었다. 액션 스쿨을 나온 직후 7년 동안 홍콩 TVB와 홍콩 ATV에서 TV 시리즈 보조 출연자를 했었다.
그 후 5년간 아동 TV 프로그램인 《430제트기》를 진행하는 한편, 배우의 꿈을 키워나가 1988년 영화 "《벽력선봉》(霹靂先鋒: Final Justice, 1988)"을 통해 영화계에 첫 데뷔를 하였다.
1990년 영화 "도성(賭聖: All For The Winner, 1990)", 1992년 "심사관(審死官: Justice, My Foot, 1992)" 을 통해 패러디 영화, 코미디 배우로서의 재능을 인정받는다. 2001년 발표한 "소림축구(少林足球: Shaolin Soccer, 2001)"는 축구라는 스포츠와 쿵푸라는 무술, 그리고 코미디를 접목하여 큰 흥행을 거뒀고 홍콩 영화 사상 최고 흥행의 기록을 세웠다.
그 후 헐리우드영화사인 콜롬비아 트리스타 영화사의 지원을 받아 제작한 "쿵푸허슬(功夫: Kung Fu Hustle, 2005)"이 연이어 큰 흥행을 거뒀고 이후 주성치는 2008년에 발표한 "장강 7호(長江7號: CJ7, 2008)"등 여전히 활발한 영화 활동을 하고 있다.
주성치는 영화를 제작하면서 여러 배우들을 발굴했는데 진국곤은 단지 이소룡과 똑같이 생긴 얼굴이라는 이유 하나만으로 즉석에서 발굴했으며 미인어를 제작할 당시에는 여자 주연을 신인으로 발굴해서 캐스팅했는데 120,000:1의 경쟁율을 뚫고 캐스팅된 린윈을 발탁했다.
주성치는 이소룡을 동경했지만 정작 그의 인생은 성룡과 흡사하다. 성룡이 이소룡 영화의 보조 출연자를 전전하듯 주성치 역시 주윤발 영화의 보조 출연자를 전전했으며 성공한 이후 주성치 역시 성룡처럼 코미디 액션 영화를 많이 촬영했다.

## 어록
- 為什麼堅持，想一想當初(왜 버티는가, 처음을 생각하자.)

## 수상 내역
- 2005 제 24 회 홍콩 영화제 최우수 영화상 쿵후 (수상)
- 2002 제 21 회 홍콩 영화제 감독상 상무 이사 Shaolin Football (Award)
- 2002 제 21 회 홍콩 영화 상 최우수 연기자 상 Shaolin Football (Award)
- 2002 제 21 회 홍콩 영화제 최우수 영화상 / Shaolin Football (Award)
- 2005 제 42 회 대만 영화 금마 상 최우수 감독상 쿵후 (수상)
- 2005 제 42 회 대만 영화 금마 상 시상식 최우수 드라마 쿵푸 (수상)
- 1988 제 25 회 대만 영화 금마 훈장 최우수 남우 조연상 霹雳 개척자 (시상식)
- 2016 제 20 회 베이징 상영회 폐막식 및 중국 영화의 탁월한 공헌 국제 커뮤니케이션 개인 인어 (수상)
- 2006 제 28 회 폭스 바겐 영화 백 플라워 상 우수작 상 포상 쿵후 (상)
- 2017 제 23 회 홍콩 영화 평론가 협회 상 감독상 인어 공주 (수상)
- 2002 제 8 회 홍콩 영화 평론가 협회 시상식 최우수 영화상 Shaolin Football (Award)
- 1996 제 2 회 홍콩 영화 평론가 협회 시상식 최우수 배우 상 시상식 (시상식)
- 2007 제 7 회 홍콩 영화 골든 바우 니아 상 Best Director Shaolin Football (Award)
- 2005 제 10 회 홍콩 필름 골든 바우 니아 영화상 최우수 작품상 (상)
- 2002 제 7 회 홍콩 영화 골든 바우 니아 상 Best Film Shaolin Football (Award)
- 1996 제 1 회 홍콩 영화 골든 바우 니아 상 최우수 남우주 연상 서쪽 여정 (승리)
- 2006 제 1 회 아시아 우수상 우수 쿵푸 (수상)
- 1992 제 37 회 아시아 태평양 영화제 최우수 남우 조연상
- 2005 15 번째 MTV 영화 상 Best Fighting Scene 쿵후 (수상)
- 2005 제 13 회 아시아 영화 엑스포 어워즈 올해의 감독 쿵후 (Award)
- 2006 Fashion Bazaar StyleAwards 시상식 제작자 상 (수상)
- 2006 제 63 회 미국 영화와 텔레비전 골든 글로브 어워드 (Best Foreign Language Film) 쿵푸 (Kung Fu, 후보작)
- 2006년 제 59 회 영국 영화 학교 쿵후 (Kung Fu) 지명 외국어 영화
- 2005 제 1 회 말레이시아 글로벌 글로벌 금상 수상작 가장 유명한 영화 골든 아티스트 상 (수상)
- 2005년 중국 영화 비평가 협회 "중국 영화의 100 고전 중국 화면 이미지 중 하나"(우승)
- 2005 중국 영화 공연 예술 학회 "중국 영화 100 대 중국 배우 중 한 명"(우승)
- 2005 미국의 "People"잡지에서 5 개의 "Best Global Bachelors"중 하나 (우승)
- 2003 "중국의 스타 트랙 여행"은 가장 좋아하는 스타 (이기는)
- 2003년 타임지 아시아 영웅 29 명 중 1 명 (우승)
- 2001 제 1 회 현대 중국 공헌 상 (수상)
- 2001 "Ming Pao Weekly"는 엘리트 공물상 (수상작)
- 2001 Ming Pao 주간 33 주년 기념 공연 예술상 (수상)
- 2000 홍콩 TVB 밀레니엄 타이 중 제이드 스타 라이프 어워드 상 (상)
- 1999 홍콩 무선 TV 방송국 1999 Tai Ching Jade Star Awards 뛰어난 업적 상 (수상)
- 1999 Jaeger-LeCoultre 톱 10 십자가 - 세기 레드 스타 상 (수상)
- 1998년 국제 Jieren 협회 홍콩과 마카오 Jieren 스타 상 (우승)
- 1994년 제 1 회 황금빛 무지개 공연 예술제 (Red Rain Award Award) 시상식
- 1993 우수상 (우승)의 톱 10 영화 배우 중 한 명
- 1992년 "캐릭터"잡지 "세계에서 가장 재미있는 남성 스타"1 위 (우승)
- 1991년 TV 위클리 영화제 상위 30 스타 중 한 명 (수상)
- 2017 홍콩 영화 감독 감독상 인어 공주 (수상)

## 필모그래피
- 《쿵푸 허슬 2》 (TBA) - 감독, 작가, 프로듀서, 연기중인 배우
- 《미인어》 (2015) - 제작, 감독
- 《서유기모험의시작》 (2013) - 제작, 감독
- 《드래곤볼》 (2009) - 제작(주성치 영화사인 성휘해외유한공사 외 8개 제작사 공동제작)
- 《CJ7 - 장강7호》 (長江7號: CJ7, 2008) 각본, 감독, 제작, 아버지 역
- 《소림소녀》 (少林少女: Shaolin Girl, 2008)기획
- 《점프》 (跳出去: Jump, 2008) 제작
- 《쿵푸 허슬》 (功夫: Kung Fu Hustle, 2005) 각본, 감독, 제작, 싱 역
- 《소림축구》 (少林足球: Shaolin Soccer, 2002) 각본, 감독, 강철다리 씽씽 역
- 《희극지왕》 (喜劇之王: King Of Comedy, 2000) 각본, 감독, 사우 역
- 《반칙왕》 (The Foul King, 2000)uncredited 역할, 홍콩 개봉판 송강호 목소리 역할
- 《빅 타임》 (琉璃樽: Gorgeous, 1999) 특별출연
- 《천왕지왕》 2000 (千王之王 2000: The Tricky Master, 1999) 주연
- 《럭키 가이》 (幸運一條龍: The Lucky Guy, 1998) 주연 (한국 비디오 출시명 <식신2>)
- 《가유희사》 1997 (97 家有喜事: All's Well, End's Well '97, 1997) 노공 역
- 《산사초》 (算死草: Lawyer Lawyer, 1997) 주연
- 《식신》 (食神: God Of Cookery, 1996) 감독, 제작, 각본, 주연
- 《대내밀탐 영영발》 (大內密探 零零發: Forbidden City Cop, 1996) 감독, 각본, 주연
- 《홍콩 마스크》 (百變星君: Sixty Million Dollar Man, 1995) 주연
- 《홍콩 레옹》 (回魂夜: Out Of The Dark, 1995) 주연
- 《007 북경특급》 (國產凌凌漆: From Beijing with Love, 1994) 감독, 각본, 주연
- 《파괴지왕》 (破壞之王: Love On Delivery, 1994) 하금은 역
- 《구품지마관》 (九品芝麻官 白面包靑天: Hail The Judge, 1994) 주연
- 《서유기 - 선리기연》 (西遊記 完結篇 之 仙履奇緣: A Chinese Odyssey Part Two - Cinderella, 1994) 주연
- 《서유기 - 월광보합》 (西遊記 第壹佰零壹回 之 月光寶盒: A Chinese Odyssey Part One - Pandora's Box, 1994) 주연
- 《심사관 2 - 제공》 (審死官續集 - 濟公: Mad Monk, 1993) 주연
- 《녹정기 2 - 신룡교》 (鹿鼎記 II: 神龍敎, 1993) 주연
- 《지존소자 2 - 묘상천개》 (一本漫畵闖天涯 II: 妙想天開, 1993) 특별출연 - 까메오 수준도 아님 안나온다고 해야함
- 《당백호점추향》 (唐伯虎點秋香: Flirting Scholar, 1993) 주연
- 《도학위룡 3 - 용과계년》 (逃學威龍 三之 龍過鷄年, 1993) 주연
- 《심사관》 (審死官: Justice, My Foot, 1992) 주연
- 《도학위룡 2 - 첩혈위룡》 (逃學威龍 2: Fight Back To School II, 1992) 주연
- 《가유희사》 (家有喜事: All's Well, Ends Well, 1992) 주연
- 《신정무문 2 - 뇌전영웅》 (漫畵威龍: Fist Of Fury 1991 II, 1992) 주연
- 《무장원 소걸아》 (武狀元 蘇乞兒: King Of Beggars, 1992) 주연
- 《군성회》 (群星會: The Thief Of Time, 1992) 특별출연
- 《녹정기》 (鹿鼎記: Royal Tramp, 1992) 주연
- 《도학위룡》 (逃學威龍: Fight Back To School, 1991) 주연
- 《성전강호》 （辣椒: Curry And Pepper, 1991) 주연
- 《정고전가》 (整蠱專家: Tricky Brains, 1991) 주연
- 《호문야연》 (豪門夜宴: The Banquet, 1991) 특별출연
- 《신격대도》 (情聖: The Magnificent Scoundrels, 1991)주연
- 《부시맨 3 - 강시와 부시맨》 (非洲和尙: Crazy Safari, 1991) 주성치 오맹달이 나레이션 담당.하지만 비디오에서는 북경어라 다른 목소리 나옴
- 《도패》 (賭覇: Top Bet, 1991) 특별출연
- 《도협 2 - 상해탄도성》 (賭俠 II 之上海灘賭聖, 1991) 주성조〔아성〕역
- 《신정무문냉정과 열정 사이》 (新精武門 一九九一: Fist Of Fury 1991, 1991) 유정 역
- 《쌍용쟁패 - 용봉가족》 (龍鳳家族, 1990) 주연
- 《도성타왕》 (龍的傳人: Legend Of The Dragon, 1990) 주연
- 《무적행운성》 (無敵幸運星: When Fortune Smiles, 1990) 주연
- 《망부성룡》 (望夫成龍: Love Is Love, 1990) 주연
- 《소투아성 - 무명자》 (小偸阿星 Sleazy Dizzy, 1990) 주연 (한국비디오 출시명 : 무명자, SBS 방영당시 제목임 경시종횡)
- 《귀경출사》 (師兄撞鬼: Look Out, Officer!, 1990) 주연
- 《도성》 (賭聖: All For The Winner, 1990)주연
- 《도협》 (至尊無上 III - 賭俠, 1990)주연
- 《흑전사》 (義膽群英: Just Heroes, 1989) 주연
- 《풍우동로》 (風雨同路: The Unmatchable Match, 1989)주연
- 《강호 최후의 보스》 (江湖最後一個大老: Triad Story, 1989) 조연 (<석양전사>라는 제목으로 동일영화 한국 비디오 출시)
- 《포풍한자》 (捕風漢子: He Who Chases After The Wind, 1989) 조연
- 《지존소자》 (一本漫畵闖天涯: My Hero, 1989) 주연
- 《자웅쌍혈》 (流氓差婆: Thunder Cops II, 1989) 주연
- 《용재천애》 (龍在天涯: Dragon Fight, 1988) 조연
- 《소자병법》 (最佳女婿: Faithfully Yours, 1988) 주연
- 《벽력선봉》 (霹靂先鋒: Final Justice, 1988) 주연 – 제작시기로 보면 이전에 제작된 영화들이 있으나, 개봉 날짜로 봤을 때 주성치의 데뷔 작품은 이 작품으로 알려져 있다.

### 배우로 출연한 작품
| 연도 | 제목                                                             | 중국어 제목                  | 역할                            | 일본판 성우진 |
| ---- | ---------------------------------------------------------------- | ---------------------------- | ------------------------------- | ------------- |
| 1982 | Demi-Gods and Semi-Devils (TV 시리즈)                            | 天龍八部                     |                                 |               |
| 1982 | en:The Legend of Master So (TV 시리즈)                           | 蘇乞兒                       |                                 |               |
| 1982 | The Emissary (TV 시리즈)                                         | 獵鷹                         | 경찰 간부 후보생                |               |
| 1983 | en:The Old Miao Myth (TV 시리즈)                                 | 老洞                         | Hong (阿康)                     |               |
| 1983 | 사조영웅전 The Legend of the Condor Heroes (TV 시리즈)           | 射鵰英雄傳                   |                                 |               |
| 1988 | 벽력선봉(Final Justice)                                          | 霹靂先鋒                     | Boy (credited as Stephen Chiau) |               |
| 1988 | 소자병법(Faithfully Yours)                                       | 最佳女婿                     | Puddin Lai                      |               |
| 1988 | 두기일족en:My Father's Son (1988 film)                           | 鬪氣一族                     |                                 |               |
| 1988 | 포풍한자(He Who Chases After the Wind)                           | 捕風漢子                     |                                 |               |
| 1988 | 타래자강호(그는 강호에서 왔다)en:The Justice of Life (TV 시리즈) | 他來自江湖                   |                                 |               |
| 1988 | 용재천애(Dragon Fight)                                           | 龍在天涯                     | Andy Yau                        |               |
| 1989 | 군성회en:The Final Combat (TV 시리즈)                            | 蓋世豪俠                     | Duen Fei 段飛                   |               |
| 1989 | 흑전사(Just Heroes)                                              | 義膽群英                     | Jacky/Yuen Kei-hao              |               |
| 1989 | 자웅쌍혈(Thunder Cops II)                                        | 流氓差婆                     |                                 |               |
| 1990 | 망부성룡(Love Is Love)                                           | 望夫成龍                     | Shi Jinshui                     |               |
| 1990 | 지존소자(My Hero)                                                | 一本漫畵闖天涯               | Sing                            |               |
| 1990 | 용봉다루(쌍용쟁패)en:Lung Fung Restaurant                        | 龍鳳茶樓                     | Rubbish Pool                    |               |
| 1990 | 풍우동로(The Unmatchable Match)                                  | 风雨同路                     |                                 |               |
| 1990 | 성전강호(Curry and Pepper)                                       | 咖喱辣椒                     | Pepper (Chiu Man-keung)         |               |
| 1990 | 소투아성(Sleazy Dizzy)                                           | 小偷阿星                     |                                 |               |
| 1990 | 귀경출사(Look Out, Officer!)                                     | 師兄撞鬼                     | Sing                            |               |
| 1990 | 도성(All for the Winner)                                         | 賭聖                         | Sing                            |               |
| 1990 | 무적행운성(When Fortune Smiles)                                  | 無敵幸運星                   |                                 |               |
| 1990 | 강호 최후의 보스(Triad Story)                                    | 江湖最後一個大佬             |                                 |               |
| 1990 | 도성타왕(Legend of the Dragon)                                   | 龍的傳人                     | Chow Siu-lung                   |               |
| 1991 | 도협 (God of Gamblers II)                                        | 賭俠                         | Cho Chung-sing                  |               |
| 1991 | 도패(The Top Bet)                                                | 賭霸                         | Sing (cameo)                    |               |
| 1991 | 신 정무문(Fist of Fury 1991)                                     | 新精武門1991                 | Lau Ching                       | 호리우치 겐유 |
| 1991 | 도학위룡(Fight Back to School)                                   | 逃學威龍                     | Star Chow/Chow Sing-Sing        |               |
| 1991 | 도협 2(God of Gamblers III: Back to Shanghai)                    | 賭俠2之上海灘賭聖            | Cho Chung-sing                  | 호리우치 겐유 |
| 1991 | 신격대도(The Magnificent Scoundrels)                             | 情聖                         | Romeo/Ching Sing                |               |
| 1991 | 호문야연(The Banquet)                                            | 豪門夜宴                     | Himself                         |               |
| 1991 | 부시맨 3(Crazy Safari)                                           | 非洲和尚                     | Narrator                        |               |
| 1991 | 정고전가(Tricky Brains)                                          | 整蠱專家                     | Jing Koo/Man-yuk                |               |
| 1992 | 신 정무문 2(Fist of Fury 1991 II)                                | 漫畫威龍                     |                                 |               |
| 1992 | 가유희사(All's Well, Ends Well)                                  | 家有囍事                     | Seung Foon                      |               |
| 1992 | 도학위룡 2(Fight Back to School II)                              | 逃學威龍2                    | Chow Sing Sing                  |               |
| 1992 | 심사관(Justice, My Foot!)                                        | 審死官                       | en:Sung Sai Kit                 |               |
| 1992 | 녹정기(Royal Tramp)                                              | 鹿鼎記                       | Wai Siu-bo                      |               |
| 1992 | 녹정기 2(Royal Tramp II)                                         | 鹿鼎記2神龍教                | Wai Siu-bo                      |               |
| 1992 | 무장원 소걸아(King of Beggars)                                   | 武狀元蘇乞兒                 | So Chan/"Beggar So"             |               |
| 1992 | 군성회(The Thief of Time)                                        | 群星會                       |                                 |               |
| 1993 | 도학위룡 3(Fight Back to School III)                             | 逃學威龍3之龍過雞年          | Chow Sing Sing                  |               |
| 1993 | 당백호점추향(Flirting Scholar)                                   | 唐伯虎點秋香                 | en:Tong Pak-Fu                  |               |
| 1993 | 심사관 2(The Mad Monk)                                           | 濟公                         | en:Ji Gong/마하가섭             |               |
| 1994 | 파괴지왕(Love on Delivery)                                       | 破壞之王                     | Ang Ho-kam                      |               |
| 1994 | 구품지마관(Hail the Judge)                                       | 九品芝麻官                   | Judge Bao Sing/Pao Lung Sing    |               |
| 1994 | 007 북경특급(From Beijing with Love)                             | 國產凌凌漆                   | Ling-ling-chat                  |               |
| 1995 | 서유기: 월광보합(A Chinese Odyssey Part One: Pandora's Box)      | 西遊記第壹佰零壹回之月光寶盒 | 손오공                          |               |
| 1995 | 홍콩 레옹(Out of the Dark)                                       | 回魂夜                       | Leo                             |               |
| 1995 | 홍콩 마스크(Sixty Million Dollar Man)                            | 百變星君                     | Lee Chak-Sing                   |               |
| 1996 | 007 북경특급 2:대내밀탐 영영발(Forbidden City Cop)               | 大內密探零零發               | Ling Ling-fat                   |               |
| 1996 | 식신(The God of Cookery)                                         | 食神                         | Stephen Chow                    | 호리우치 겐유 |
| 1997 | 가유희사(All's Well, Ends Well 1997)                             | 97家有囍事                   | Lo Kung                         |               |
| 1997 | 산사초(Lawyer Lawyer)                                            | 算死草                       | Chan Mong-Gut                   |               |
| 1998 | 럭키 가이(The Lucky Guy)                                         | 行運一條龍                   | Ho Kam Sui (Prince Egg-Tart)    |               |
| 1999 | 빅 타임(Gorgeous)                                                | 玻璃樽                       | H.K policeman                   |               |
| 1999 | 천왕지왕(The Tricky Master))                                     | 千王之王2000                 | Master Wong                     |               |
| 1999 | 희극지왕(King Of Comedy)                                         | 喜劇之王                     | Wan Tin-sau                     |               |
| 2001 | 소림축구(Shaolin Soccer)                                         | 少林足球                     | "Mighty Steel Leg" Sing         |               |
| 2004 | 쿵푸 허슬(Kung Fu Hustle)                                        | 功夫                         | Sing                            |               |
| 2008 | 장강 7호(CJ7)                                                    | 長江七號                     | Chow Ti                         |               |

## 기타
- 은근히 많은 배우들을 발굴하거나 은퇴했던 배우를 활동 재개시킨 인물이다. 그가 배우로 활동하게 만든 인물들은 다음과 같다.

- 양조위: 주성치가 양조위를 데리고 가서 같이 데뷔하려 했으나 황당하게도 양조위는 성공, 주성치는 실패했고 주성치는 7년 동안이나 보조 출연자를 전전한 끝에 겨우 데뷔했다.
- 진국곤: 단지 이소룡을 닮았다는 이유 하나만으로 즉석에서 데뷔시켰다.
- 임윤: 주성치가 개최한 오디션에서 120,000:1의 경쟁율을 뚫고 데뷔했다.
- 서교: 장강 7호에서 주성치의 아들 역할을 담당한 배우이지만 실제로는 여자이다.
- 황성의: 쿵푸 허슬의 히로인 역할
- 원추: 원래 스턴트 우먼 출신으로 이미 은퇴한 지 한참 되었으나 주성치가 도로 활동 재개시켜 놓음. 은퇴 전에는 B급 배우였으나 주성치가 활동 재개시켜 놓아서 출연한 쿵푸 허슬이 대박나는 바람에 스타덤에 올랐다.

- 막문위와는 한때 연인이었으며 식신, 홍콩 레옹 등 많은 영화를 같이 촬영했다.

- 반면 홍금보와 불구대천인데 주성치가 홍금보를 영화 쿵푸허슬에 무술 감독으로 채용했더니 홍금보는 본인의 구타벽으로 인해 계속 문제를 일으켰고 결국 주성치가 홍금보를 해고했다. 이 앙금으로 인해 둘의 사이는 완전히 틀어졌다.

## 같이 보기
- 중국 영화
- 홍콩 영화